# Bob O’Connor
Robert E. „Bob“ O’Connor, Jr. (* 9. Dezember 1944 in Pittsburgh, Pennsylvania; † 1. September 2006 ebenda) war ein US-amerikanischer Politiker und Bürgermeister der Stadt Pittsburgh vom 3. Januar 2006 bis zu seinem Tod. Er gehörte der Demokratischen Partei an.
O’Connor wurde 1944 im Stadtviertel Greenfield geboren. Er besuchte die Pittsburgh’s Taylor Allderdice High School, arbeitete kurz als Stahlarbeiter und in der Gastronomie, wo er zum Vizepräsidenten einer Kette aufstieg. Er war mit Jud Levine O’Connor verheiratet, mit der er eine Tochter und zwei Söhne hatte.
Seine politische Karriere begann 1991 mit der Wahl in den Stadtrat, dem er ab 1998 als Präsident vorstand. 1997 und 2001 versuchte er sich in seiner Partei als Kandidat für das Bürgermeisteramt durchzusetzen. Er scheiterte jedoch beide Male an Tom Murphy, dem amtierenden Bürgermeister. Besonders knapp war das Ergebnis 2001, als beide Kandidaten nach einer Million-Dollar-Kampagne etwa 30.000 Stimmen erhielten. Murphy setzte sich mit 699 Stimmen Vorsprung durch.
Bei den internen Vorwahlen 2005 hatte O’Connor schließlich Erfolg, auch weil Murphy nicht erneut antrat. Am 8. November gewann er die Wahl gegen den Republikaner Joe Weinroth. Wenige Monate nach der Wahl wurde bei ihm ein Gehirntumor festgestellt. Trotz einer anfangs positiven Diagnose verstarb er am 1. September 2006 im UPMC Shadyside Hospital.